# CA Cerro
A CA Cerro, 1922-ben alapított uruguayi labdarúgó egyesület Montevideóból.

## Története
Az uruguayi labdarúgás legerősebb "kiscsapata", amely egészen 1997-ig büszkélkedhetett azzal, hogy sosem estek ki az első osztályból.

## A klub híres játékosai
- Jorge Artigas
- Rogelio Domínguez
- Gustavo Fuentes
- Carlos Curbelo
- Audu Mohammed
- Danilo Baltierra
- Rúben Bareño
- Joaquín Boghossian
- Diego Godín
- Matías González
- Martín Ligüera
- Pablo Melo
- Oscar Javier Morales
- Héctor Morán
- Rubén Morán
- Mario Regueiro
- Rodolfo Rodríguez
- Adrián Romero
- Rubén Sosa
- Sebastián Suárez
- Horacio Troche
- Líber Vespa
- Waldemar Victorino
- Héctor Vilches

## Fordítás
- Ez a szócikk részben vagy egészben  a   C.A. Cerro című angol Wikipédia-szócikk fordításán alapul.  Az eredeti cikk szerkesztőit annak laptörténete sorolja fel. Ez a jelzés csupán a megfogalmazás eredetét és a szerzői jogokat jelzi, nem szolgál a cikkben szereplő információk forrásmegjelöléseként.